# Олімпійська збірна Алжиру з футболу
Олімпійська збі́рна Алжи́ру з футбо́лу (араб. منتخب الجزائر لكرة القدم للمحليين) — футбольна команда, що представляє Алжир на Олімпійських іграх. Керівна організація — Алжирська федерація футболу.

## Досягнення
Олімпійські ігри:
- Чвертьфіналіст: 1980

Молодіжний (U-23) чемпіонат Африки
- Фіналіст: 2015

Африканські ігри:
- Переможець: 1978

Чемпіонат УНАФ U-23:
- Переможець: 2007, 2010
- Фіналіст: 2006, 2011

## Результати
| Олімпійські ігри | Олімпійські ігри   | Олімпійські ігри   | Олімпійські ігри   | Олімпійські ігри   | Олімпійські ігри   | Олімпійські ігри   | Олімпійські ігри   | Олімпійські ігри   |
| Участей: 2       | Участей: 2         | Участей: 2         | Участей: 2         | Участей: 2         | Участей: 2         | Участей: 2         | Участей: 2         | Участей: 2         |
| Рік              | Раунд              | Місце              | М                  | В                  | Н                  | П                  | ГЗ                 | ГП                 |
| ---------------- | ------------------ | ------------------ | ------------------ | ------------------ | ------------------ | ------------------ | ------------------ | ------------------ |
| 1900 - 1964      | Не брала участь    | Не брала участь    | Не брала участь    | Не брала участь    | Не брала участь    | Не брала участь    | Не брала участь    | Не брала участь    |
| 1968             | Не кваліфікувалась | Не кваліфікувалась | Не кваліфікувалась | Не кваліфікувалась | Не кваліфікувалась | Не кваліфікувалась | Не кваліфікувалась | Не кваліфікувалась |
| 1972             | Не кваліфікувалась | Не кваліфікувалась | Не кваліфікувалась | Не кваліфікувалась | Не кваліфікувалась | Не кваліфікувалась | Не кваліфікувалась | Не кваліфікувалась |
| 1976             | Не кваліфікувалась | Не кваліфікувалась | Не кваліфікувалась | Не кваліфікувалась | Не кваліфікувалась | Не кваліфікувалась | Не кваліфікувалась | Не кваліфікувалась |
| 1980             | Чвертьфінал        | 8-ме               | 4                  | 1                  | 1                  | 2                  | 4                  | 5                  |
| 1984             | Не кваліфікувалась | Не кваліфікувалась | Не кваліфікувалась | Не кваліфікувалась | Не кваліфікувалась | Не кваліфікувалась | Не кваліфікувалась | Не кваліфікувалась |
| 1988             | Не кваліфікувалась | Не кваліфікувалась | Не кваліфікувалась | Не кваліфікувалась | Не кваліфікувалась | Не кваліфікувалась | Не кваліфікувалась | Не кваліфікувалась |
| 1992             | Не кваліфікувалась | Не кваліфікувалась | Не кваліфікувалась | Не кваліфікувалась | Не кваліфікувалась | Не кваліфікувалась | Не кваліфікувалась | Не кваліфікувалась |
| 1996             | Не кваліфікувалась | Не кваліфікувалась | Не кваліфікувалась | Не кваліфікувалась | Не кваліфікувалась | Не кваліфікувалась | Не кваліфікувалась | Не кваліфікувалась |
| 2000             | Не кваліфікувалась | Не кваліфікувалась | Не кваліфікувалась | Не кваліфікувалась | Не кваліфікувалась | Не кваліфікувалась | Не кваліфікувалась | Не кваліфікувалась |
| 2004             | Не кваліфікувалась | Не кваліфікувалась | Не кваліфікувалась | Не кваліфікувалась | Не кваліфікувалась | Не кваліфікувалась | Не кваліфікувалась | Не кваліфікувалась |
| 2008             | Не кваліфікувалась | Не кваліфікувалась | Не кваліфікувалась | Не кваліфікувалась | Не кваліфікувалась | Не кваліфікувалась | Не кваліфікувалась | Не кваліфікувалась |
| 2012             | Не кваліфікувалась | Не кваліфікувалась | Не кваліфікувалась | Не кваліфікувалась | Не кваліфікувалась | Не кваліфікувалась | Не кваліфікувалась | Не кваліфікувалась |
| 2016             | Груповий етап      | 14                 | 3                  | 0                  | 1                  | 2                  | 4                  | 6                  |
| 2020             | В процесі          | В процесі          | В процесі          | В процесі          | В процесі          | В процесі          | В процесі          | В процесі          |
| Всього           | Чвертьфінал        | 2/25               | 4                  | 1                  | 1                  | 2                  | 4                  | 5                  |

| Африканські ігри | Африканські ігри   | Африканські ігри   | Африканські ігри   | Африканські ігри   | Африканські ігри   | Африканські ігри   | Африканські ігри   | Африканські ігри   |
| Участей: 7       | Участей: 7         | Участей: 7         | Участей: 7         | Участей: 7         | Участей: 7         | Участей: 7         | Участей: 7         | Участей: 7         |
| Рік              | Раунд              | Місце              | М                  | В                  | Н                  | П                  | ГЗ                 | ГП                 |
| ---------------- | ------------------ | ------------------ | ------------------ | ------------------ | ------------------ | ------------------ | ------------------ | ------------------ |
| 1965             | 4-те місце         | 4-те               | 5                  | 2                  | 0                  | 3                  | 6                  | 5                  |
| 1973             | 1 раунд            | 5-те               | 3                  | 1                  | 1                  | 1                  | 6                  | 6                  |
| 1978             | Переможець         | 1-ше               | 5                  | 4                  | 1                  | 0                  | 9                  | 2                  |
| 1987             | Дискваліфікована   | Дискваліфікована   | Дискваліфікована   | Дискваліфікована   | Дискваліфікована   | Дискваліфікована   | Дискваліфікована   | Дискваліфікована   |
| 1991             | Не кваліфікувалась | Не кваліфікувалась | Не кваліфікувалась | Не кваліфікувалась | Не кваліфікувалась | Не кваліфікувалась | Не кваліфікувалась | Не кваліфікувалась |
| 1995             | 1 раунд            | 6-те               | 3                  | 1                  | 0                  | 2                  | 2                  | 4                  |
| 1999             | 1 раунд            | 6-те               | 3                  | 1                  | 0                  | 2                  | 2                  | 4                  |
| 2003             | 1 раунд            | 5-те               | 3                  | 1                  | 1                  | 1                  | 3                  | 4                  |
| 2007             | 1 раунд            | 5-те               | 3                  | 1                  | 1                  | 1                  | 4                  | 4                  |
| 2011             | Не брала участі    | Не брала участі    | Не брала участі    | Не брала участі    | Не брала участі    | Не брала участі    | Не брала участі    | Не брала участі    |
| 2015             | Не кваліфікувалась | Не кваліфікувалась | Не кваліфікувалась | Не кваліфікувалась | Не кваліфікувалась | Не кваліфікувалась | Не кваліфікувалась | Не кваліфікувалась |
| Всього           | Переможець         | 7/11               | 25                 | 11                 | 4                  | 10                 | 32                 | 29                 |

| Молодіжний (U-23) чемпіонат Африки | Молодіжний (U-23) чемпіонат Африки | Молодіжний (U-23) чемпіонат Африки | Молодіжний (U-23) чемпіонат Африки | Молодіжний (U-23) чемпіонат Африки | Молодіжний (U-23) чемпіонат Африки | Молодіжний (U-23) чемпіонат Африки | Молодіжний (U-23) чемпіонат Африки | Молодіжний (U-23) чемпіонат Африки |
| Участей: 2                         | Участей: 2                         | Участей: 2                         | Участей: 2                         | Участей: 2                         | Участей: 2                         | Участей: 2                         | Участей: 2                         | Участей: 2                         |
| Рік                                | Раунд                              | Місце                              | М                                  | В                                  | Н                                  | П                                  | ГЗ                                 | ГП                                 |
| ---------------------------------- | ---------------------------------- | ---------------------------------- | ---------------------------------- | ---------------------------------- | ---------------------------------- | ---------------------------------- | ---------------------------------- | ---------------------------------- |
| 2011                               | Груповий раунд                     | 7-ме                               | 3                                  | 1                                  | 0                                  | 2                                  | 2                                  | 5                                  |
| 2015                               | Фіналіст                           | 2-ге                               | 5                                  | 2                                  | 2                                  | 1                                  | 6                                  | 3                                  |
| 2019                               | В процесі                          | В процесі                          | В процесі                          | В процесі                          | В процесі                          | В процесі                          | В процесі                          | В процесі                          |
| Всього                             | Фіналіст                           | 2/2                                | 8                                  | 3                                  | 2                                  | 3                                  | 8                                  | 8                                  |

| UNAF U-23 Tournament | UNAF U-23 Tournament | UNAF U-23 Tournament | UNAF U-23 Tournament | UNAF U-23 Tournament | UNAF U-23 Tournament | UNAF U-23 Tournament | UNAF U-23 Tournament | UNAF U-23 Tournament |
| Участей: 4           | Участей: 4           | Участей: 4           | Участей: 4           | Участей: 4           | Участей: 4           | Участей: 4           | Участей: 4           | Участей: 4           |
| Рік                  | Раунд                | Місце                | М                    | В                    | Н                    | П                    | ГЗ                   | ГП                   |
| -------------------- | -------------------- | -------------------- | -------------------- | -------------------- | -------------------- | -------------------- | -------------------- | -------------------- |
| 2006                 | Фіналіст             | 2-ге                 | 3                    | 1                    | 1                    | 1                    | 4                    | 3                    |
| 2007                 | Переможець           | 1-ше                 | 2                    | 0                    | 2                    | 0                    | 0                    | 0                    |
| 2010                 | Переможець           | 1-ше                 | 3                    | 3                    | 0                    | 0                    | 12                   | 1                    |
| 2011                 | Фіналіст             | 2-ге                 | 2                    | 1                    | 0                    | 1                    | 4                    | 3                    |
| Всього               | Переможець           | 4/4                  | 10                   | 5                    | 3                    | 2                    | 20                   | 7                    |